# МАЗ-537
МАЗ-537 је совјетско/руски војни камион произведен у фабрици МАЗ.
Године 1960, на основу верзије МАЗ-535А је дизајниран тегљач МАЗ-537. Основна разлика је нови снажнији 12 цилиндрични дизел-мотор Д12А-525, који се налази иза кабине. Знатно је повећан капацитет и динамичке карактеристике камиона у односу на верзију 535А. У периоду од 1960. до 1964. године, МАЗ-537 је био произведен за транспорт пратећих ватрогасних возила.
1963. године у сарадњи са фабриком КРАЗ направљен је камион дизајниран за пренос терета тежине до 50 тона са пратићим приколицама ЧМЗАП-9990 и ЧМЗАП-5247Г.
Кабина МАЗ-537 је обложена блиндираним металом са четири седишта, двоја врата са кружним отвором на крову и опремљена је додатним грејањем. Постоје разне верзије овог камиона као што су МАЗ-537Г, који је опремљен и витлом које олакшава утовар и истовар. Радна дужина кабла је 100 метара која може да поднесе вучу терета тешког 15 тона.
Камион је највише користила бивша Југословенска народна армија, а данас је у саставу Војске Србије.

## Верзије
- МАЗ-537Г — опремљен витлом.
- МАЗ-537Д — опремљен генератором наизменичне струје за шлеп службу.
- МАЗ-537Е — опремљен полуприколицом укупне масе до 65 тона.
- МАЗ-537А — равни тегљач.
- МАЗ-537К — тегљач, дизајниран за инсталацију кран опреме.
- МАЗ-537Л — камион направљен у 1978. и дизајниран је за вучу авиона дужине до 200 м на терену и шлеп приколице тежине до пуних 75 тона асфалтираних путева.
- МАЗ-537М — тегљач мотор Јамз-240НМ-1Б (500 КС) са витлом.
- МАЗ-537Р — тегљач-хладњача.